# Soulèvement des femmes de Carrare
Le soulèvement des femmes de Carrare contre l'évacuation de toute la région de Carrare pendant la Seconde Guerre mondiale a lieu du 7 juillet 1944 au 11 juillet 1944.
Les forces d'occupation allemandes, souhaitant affaiblir les mouvements résistants italiens et réduire les risques de débarquement par la côte, promulguent un ordre d'évacuation express de la région le 7 juillet 1944.
L'arrêté est levé le 11 juillet 1944, grâce à la mobilisation massive des Carraraises.

## Contexte

### Imprégnation politique de Carrare

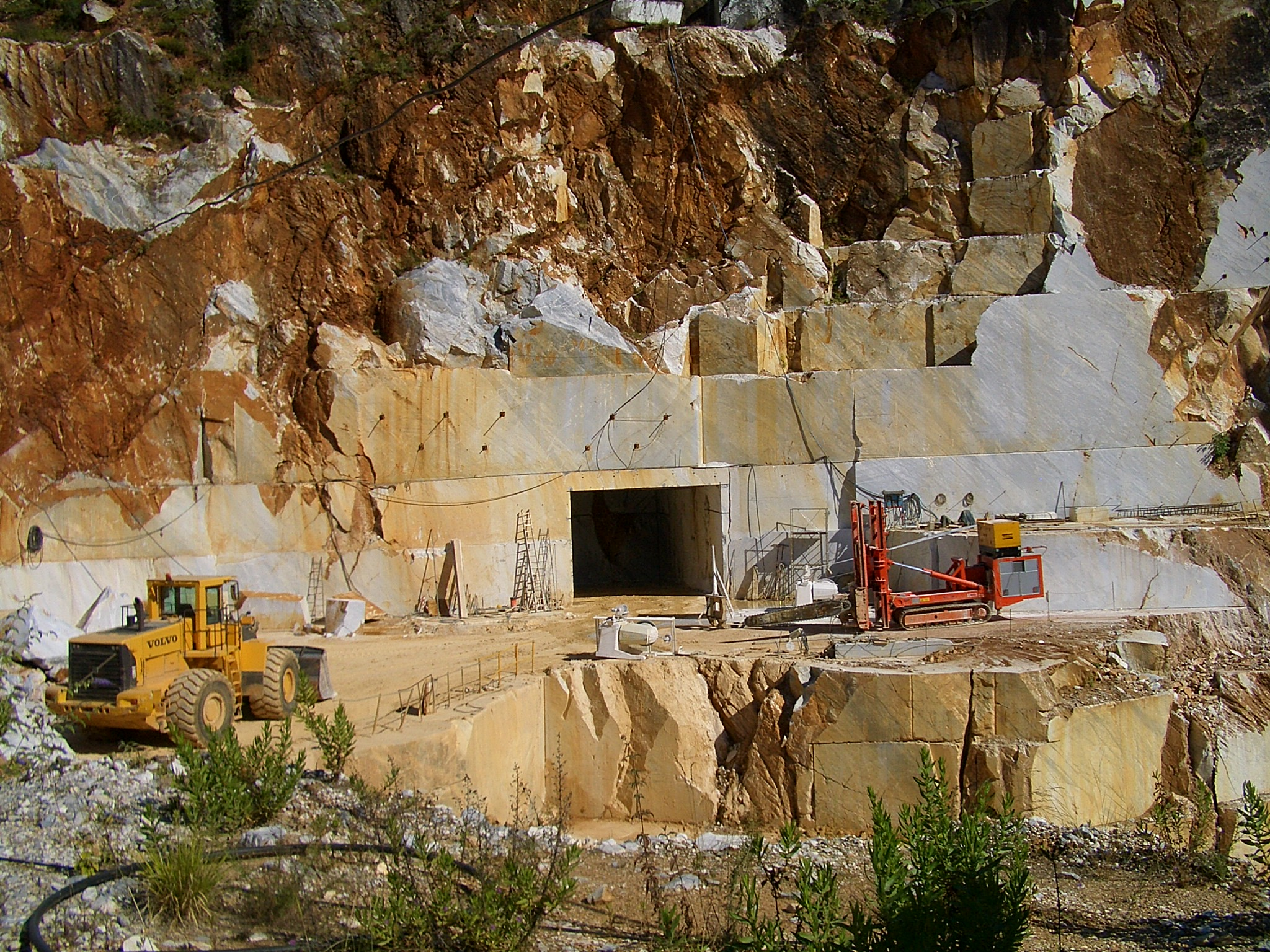
Carrière de marbre de Carrare.

Carrare, en tant que ville minière, a une longue histoire avec le socialisme. Les mouvements ouvriers, très sensibles aux idées socialistes, et en particulier anarchistes, mènent des actions pour défendre les droits des travailleurs et revendiquer la gestion des mines de marbre de Carrare comme des biens communs, depuis le 19e siècle. Cet héritage militant se transmet également aux femmes Carraraises, en particulier les idées anticapitalistes et antifacistes.
Lors de l'occupation allemande, la population civile, et notamment les femmes, apporte un soutien significatif aux mouvements de résistance : transmission d'informations, nourriture, vêtements.

### Résistance féminine en Italie
Dans le cadre de la résistance contre l'occupation allemande, les femmes s'organisent au sein des Gruppi di difesa della donna (Groupes de défense des femmes). Ces groupes ont pour mission de transmettre des informations politiques et stratégiques aux unités partisanes, et de maintenir les contacts entre elles.
Elles mènent également des actions de sabotage, rédigent des appels contre la République sociale italienne (RSI) fasciste et déplacent ou peignent des panneaux de signalisation pour tromper les troupes allemandes. En général, ces femmes ne sont pas armées et n'interviennent pas directement contre l’occupation.

## Promulgation de l'ordre d'évacuation

### Contexte militaire de l'ordre d'évacuation

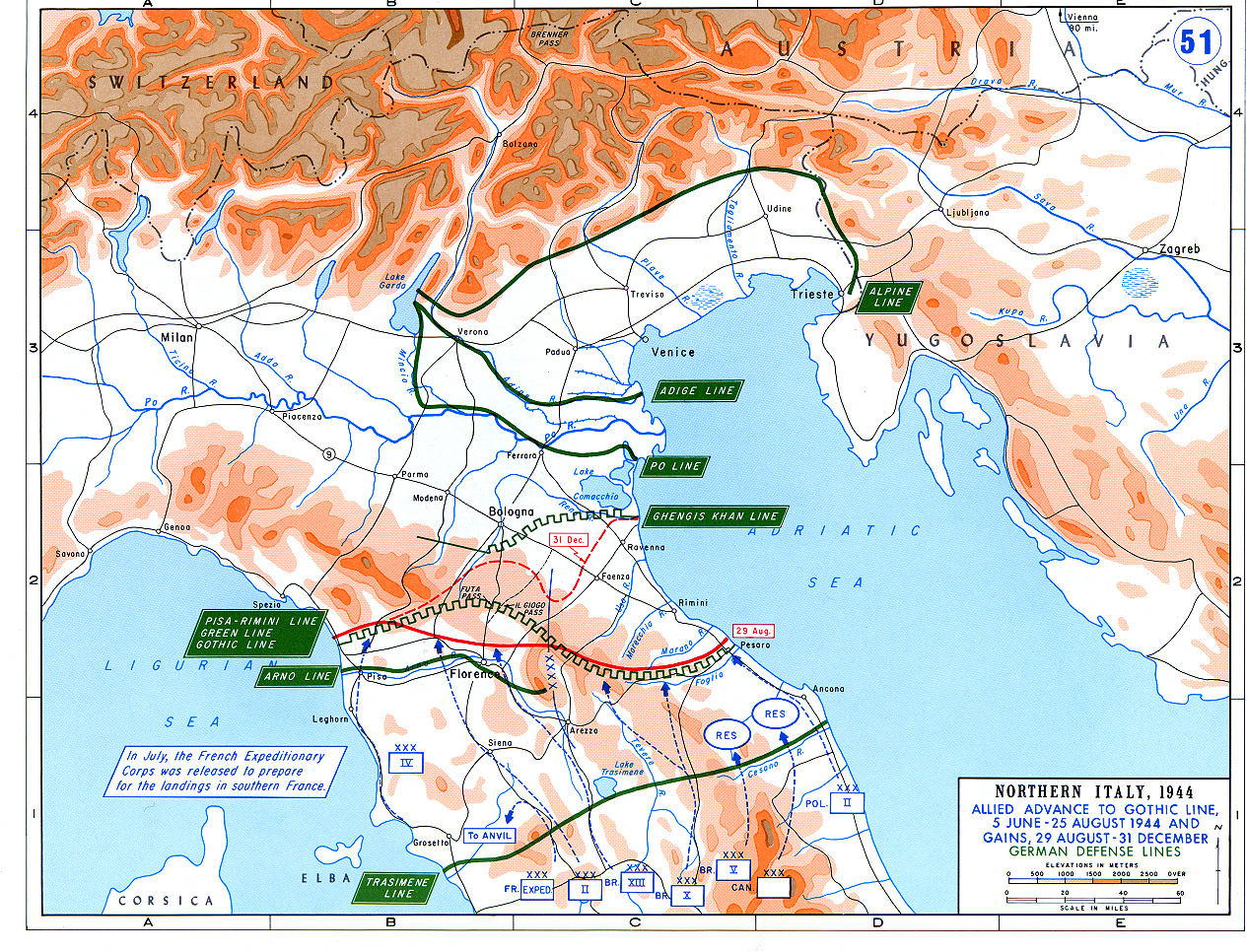
Carte de la ligne Gothique.

Le 7 juillet 1944, le commandant local de Carrare, le premier lieutenant Többens, ordonne l'évacuation de toute la zone urbaine, d'environ 100 000 personnes. À cette époque, des milliers d'autres personnes déplacées des régions voisines vivent à Carrare. L'évacuation de la ville, qui doit avoir lieu deux jours après l'annonce, n'est qu'une partie d'un plan global. Seuls les membres de l'organisation Todt, ou les fonctionnaires de l'armée italienne ou allemande, doivent rester dans la ville elle-même, avec leur famille. L'objectif est de laisser une ville désertée de sa population, qui ne pose plus de problèmes aux militaires en termes d'administration ou de maintien de l'ordre, et d'enrayer le mouvement partisan, encore faible. Les militaires voient le danger que les partisans puissent envahir Carrare via les Alpes Apuanes.
Toute la région côtière entre La Spezia et Marina di Massa doit rester sous contrôle allemand, afin de repousser tout débarquement allié. Pour que les unités allemandes puissent opérer sans entrave pour défendre le secteur occidental de la ligne gothique, il est prévu de déplacer 200 000 personnes de toute la zone opérationnelle autour de Carrare vers la basse vallée du Pô.

### Soulèvement des femmes Carraraises
Le comité de la libération nationale de Carrare informe en amont les groupes de femmes, et vont de maison en maison le matin-même, pour exhorter les femmes à manifester devant le bureau du commandant local allemand. Les femmes qui ont rejoint le projet sont divisées en groupes et rassemblées sur la Piazza delle Erbe, devant la mairie, où réside le commandant local. En arrivant devant le bâtiment, plusieurs centaines de femmes scandent des slogans contre l'ordre d'expulsion. Certaines des manifestantes sont arrêtées et l'armée allemande tente également de dégager les lieux par la force. Malgré les tentatives de répression, l'intimidation ne prend pas auprès des manifestantes. Une délégation d'entre elles est autorisée à rentrer dans la mairie et reçoit l’assurance que l’ordre d’expulsion sera révoqué. Le lendemain matin, l'ordre d'évacuation est à nouveau affiché, et l'armée place des soldats armés de mitrailleuses au coin des rues, pour briser la résistance féminine. En réaction, les Carraraises se rassemblent en masse et bloquent les rues de la ville pendant plusieurs heures. En conséquence, le commandant local de Többen lève l'ordre d'évacuation le 11 juillet 1944.

## Actions commémoratives
La rue Via Garibaldi à Carrare est rebaptisée Via VII Luglio en commémoration du soulèvement des Carraraises. Il y a une plaque commémorative en marbre sur la Piazza delle Erbe et une plaque d'honneur pour la résistance à l'hôtel de ville. En 1974, un monument avec une sculpture en marbre de Carrare en l'honneur des femmes a été érigé dans le centre-ville.

## Autres mouvements féminins de résistance en Italie
On trouve des mouvements de résistance de femmes italiennes contre l'occupation allemande à la Villa Spada de Bologne, à Nonantola, à Venise et à Castelnuovo Monti.